# Каррикаберри, Альфредо
Адольфо Деметрио Каррикаберри (исп. Adolfo Demetrio Carricaberry; 8 октября 1900, в некоторых источниках 1899, Колон, Энтре-Риос — 23 сентября 1942, Буэнос-Айрес), более известный под именем Альфредо Каррикаберри (исп. Alfredo Carricaberry) — аргентинский футболист баскского происхождения. Серебряный призёр Олимпийских игр 1928 года. Чемпион Южной Америки 1927 года.

## Карьера

### Клубная
Альфредо Каррикаберри начал свою карьеру в маленьком любительском клубе «Флореста» из Буэнос-Айреса. Затем он играл за молодёжный состав клуба «Эстудиантиль Портеньо».
В 1919 году Каррикаберри перешёл в клуб «Сан-Лоренсо», в основе команды он дебютировал 25 марта 1920 года в игре с «Расингом», где Каррикаберри отличился, но его гол не спас «Сан-Лоренсо» от поражения со счетом 1:2. В 1923 году Каррикаберри выиграл вместе с командой свой первый титул чемпиона Аргентины и стал лучшим бомбардиром чемпионата. Этот успех Каррикаберри повторил ещё два раза, в 1924 и 1927 годах. В 1927 году Каррикаберри на одном из матчей, участвуя в драке между игроками и болельщиками команд, получил удар ножом. В 1930 году он завершил выступления.
С наступлением профессиональной эры в аргентинском футболе, Каррикаберри решает возобновить выступления, он перешёл в клуб «Спортиво Палермо», а оттуда в «Уракан». Там он провёл три сезона, сыграв в 17 матча и забив 1 гол. Затем он играл за «Эстудиантиль Портеньо», а завершил карьеру в клубе «Аргентинос Хуниорс», но провёл там лишь 9 матчей и завершил карьеру, на этот раз окончательно.

### Международная

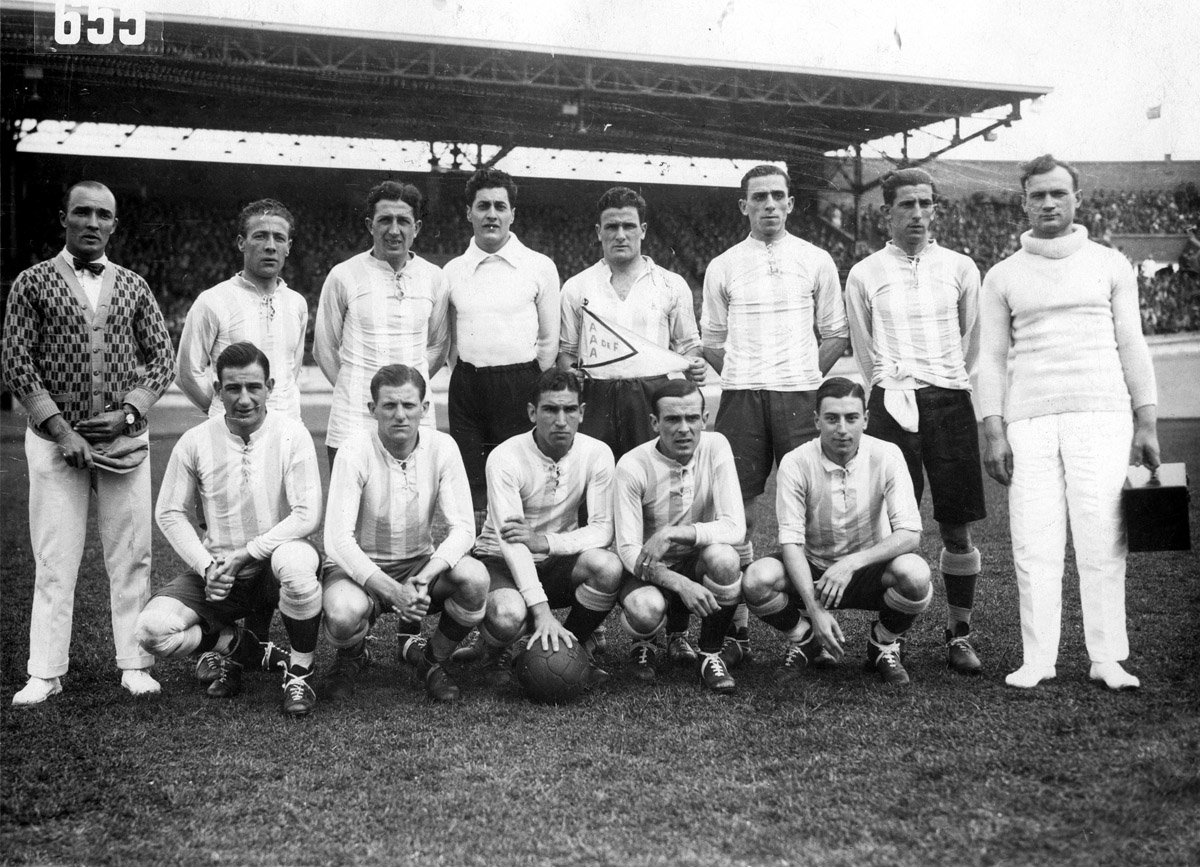
Сборная Аргентины на Олимпийских играх 1928 года

В сборной Аргентине Каррикаберри дебютировал 19 ноября 1922 года в товарищеском матче с командой Уругвая в Монтевидео.
Один из самых известных матчей был сыгран в 1927 году, в товарищеском матче сборная Аргентины победила одну из сильнейших, на тот момент, европейских команд — мадридский Реал со счетом 3:2, а два гола аргентинцев забил Каррикаберри.
В 1927 году Каррикаберри вместе с национальной командой поехал на Чемпионат Южной Америки. В том чемпионате он стал лучшим бомбардиром команды и всего чемпионата (наряду с уругвайцем Роберто Фигероа), забив 3 мяча (два из них в матче с Боливией), чем помог своей команде победить на этом турнире, одержав 3 победы во всех 3-х матчах.
В 1928 году Каррикаберри поехал со сборной Аргентины на Олимпиаду. На Олимпийских играх он провёл 5 матчей, в том числе оба финальных, во втором из которых котором Аргентина проиграла Уругваю и завоевала лишь серебряные медали.

## Достижения

### Командные
- Чемпион Аргентины: 1923, 1924, 1927
- Чемпион Южной Америки: 1927

### Личные
- Лучший бомбардир чемпионата Южной Америки: 1927 (3 гола)